# エンパワメント指導
エンパワメント指導とは、その人間が持つ本来の（潜在）能力を引き出して、自分自身の生き方を自分で決めていく力を養い、特に対人関係能力を社会生活を営む上で支障のないレベル・より望ましいレベルまで向上させるといったことを目的とする指導法である。
具体的には、「所属感」「境界線」「感情」「力」の４要素で構成され、ゲームやロールプレイング（役割演技）などを通じて、人には互いに踏み越えてはならない心身の境界線があることを認識させ、不快に感じた場合は相手の目をしっかり見て「嫌だ」と意思表示したり、他者の表情をよみとったり、怒りの感情をコントロールする方法を教えて、感情を適切に表現する訓練を行う。そして自分や相手の良いところや異なる点を見つけ合い、一人一人が大切な存在だと気づかせることなどが、その指導内容である。
暴力やいじめ対策などにも効果があると考えられることから、その導入が更生施設や教育現場等で進められている。